# El Mirón
El Mirón – gmina w Hiszpanii, w prowincji Ávila, w Kastylii i León, o powierzchni 31,08 km². W 2011 roku gmina liczyła 152 mieszkańców.